# Zálší (district de Tábor)
Pour les articles homonymes, voir Zálší.
Zálší (en allemand : Salschi) est une commune du district de Tábor, dans la région de Bohême-du-Sud, en République tchèque. Sa population s'élevait à 250 habitants en 2020.

## Géographie
Zálší se trouve à 10 km à l'ouest-sud-ouest de Soběslav, à 23 km au sud-sud-ouest de Tábor, à 29 km au nord-nord-est de České Budějovice et à 97 km au sud de Prague.
La commune est limitée par Komárov au nord, par Borkovice et Mažice à l'est, par Dolní Bukovsko au sud, et par Hartmanice et Hodětín à l'ouest.

## Histoire
La première mention écrite du village remonte au XIVe siècle.